# أطلس جت الرحلة 4203
كانت أطلس جيت الرحلة 4203 رحلة ركاب محلية مجدولة من مطار إسطنبول أتاتورك إلى مطار إسبرطة سليمان ديميرل ‏، وقد آلت طائرة الركاب اطلس جت إلى مقتل جميع من كانوا على متنها.
كان من المفترض ان تقلع الطائرة إلى مطار اسبرطة سليمان ديميرل في ال23:20 في يوم التاسع والعشرين من نوفمير لعام2007 ولكن بسبب تأخرها في العودة من رحلتها في بريشتينا فقد اقلعت الطائرة اطلس جت kk4203 محملة بخمسين راكباً هذا بالإضافة إلى أفراد طاقمها السبعة في ال00:51 في الثلاثين من نوفمبر لعام 2007، واثناء قيامها بالهبوط التدريجي في ال1:36 في مطار إسبرطة سليمان ديميرل إذ بها تتحطم في منطقة (كتشى بورلو:Keçiborlu)على بعد 18 كم من المطار، وقد صرح (تونجاى دوغانير:Tuncy toğaner) مدير الشركة بكل اسف عن فقدانهم لجميع الركاب في هذا الحادث المأساوى.
ومن الجدير بالذكر انه من بين ضحايا الطائرة المنكوبة عالمين فزيائيين وهما إنجين أريك وفاطمة شينال بويداغ وأربع أكاديميين كان من المترقب حضورهم للمؤتمر الفيزيائي المُنعقد في جامعة إسبرطة سليمان ديميرل.

## خلفية

### موقع الحادث
-حسب تصريحات الصحافة ورجال الشرطة المحليين فإن حطام الطائرة قد وُجد بالقرب من برج مراقبة الغابة الواقع على بعد 1830 متر في (تربه تيبى:türbetepe)بين قريتى (كيليتش:kılıç)و (تشكوراورين:çukurören)التابعتان لبلدة (كتشى بورلو:keçiborlu).

### حالة الطائرة
انفلقت الطائرة إلى نصفين فافترق الجزء الخلفى للطائرة عن جذعها الذي كان على بعد 150 مترا من المحرك وأحد الاجنحه واللذين استقرا أعلى إحدى التلال، ونتيجه للحادث فقد انفصلت قمرة القيادة عن باقي اجزاء الطائرة وتناثرت الامتعة شاغلة مساحة واسعة الامر الذي دعا رجال الشرطة إلى الإحاطة بموقع الحادث.
وبتعليق جاءعلى لسان محافظ إسبرطة (شمس الدين اوزون:Şemsettin Uzun)عن تواجد حطام الطائرة بعيد عن خط الهبوط *المفترض* فقداوضح قائلا:"ليس من الممكن ان نعرف كيف حطت الطائرة هناك، فقد وقعت على الجانب الآخر من الخط).

## تاريخ الطائرة المنكوبة
اُنتجت الطائرة للمره الأولى والتي من نوع ماكدونل دوغلاس إم دي-80 برقم إنتاج 53185 والمسماة ب (TC-AKM)عام 1994 وقبل أن تضمها الخطوط الجوية World focus في الخامس والعشرين من مارس عام 2005 إلى اسطولها وتستأجرها الخطوط الجوية التركية (الطائرة وطاقمها) في 29 من يوليو عام2007 فقد أقلعت الطائرة برفقة (AMERikan reno air)ما بين عامي 1994-1999 والخطوط الجوية (Fire bird) ما بين عامى 2001-2005.

## سبب الحادث
وفي المنطقة التي أٌجرى عليها بعد الظهيرة عمليات تنقيب فقد عٌثر على الصندوقين الاسودين للطائرة ((الجهاز المسجل للاصوات في قمرة القيادة (CVR) والصندوق المسجِل لبيانات الطائرة (FDR)))، لم تتواجد اى اخطاء تقنية والظروف الجوية كانت مناسبة.

### الثالث من ديسمبر عام2007
قامت المديرية العامة بمناقشة حيثيات الحادث مع برج المراقبة والذي افصح عن انحرف الطائرة عن مسار الهبوط، كما أفادت بأن سبب انحرافها لا يزال مبهماً.وفي تصريح أخر للمديريه فقد أكدت بأن الظروف الجوية كانت مناسبة للطيران وأن الاجهزة كان تعمل بشكل طبيعي بالإضافة إلى أن محرك الطائرة كان نشطأ حتى لحظه الاصطدام وصولاً إلى أجهزة الهبوط التي كانت تعمل بكفاءة.
أُرسل الصندوقين إلى ألمانيا لإجراء المعاينة، وقدأشارت النتائج الاوليه بعد فحص محتويات الصندوقين إلى حدوث خطأ قيادى تبعا للبيانات المفرغة.
وبناءا عليه فقد حدث الاتى:-
في البداية قام الطياران حسب القواعد بالهبوط بالطائرة حتى ارتفاع 2600 متر المناسب للهبوط وقد تسبب خطأهما في تعيين اتجاه الهبوط إلى انحراف الطائرة عن المسار وما إن لاحظا اقترابهما من التل إذ بهما يحاولان السيطرة على الطائرة غير ان المناورة قد تسببت في اصطدام ذيل الطائرة بالتل.وفي التقرير الذي ارسلته وزارة المواصلات إلى محقق المنطقة المشرف على التحقيقات فقد اصفح التقرير عن انه من بين اسباب التحطم انعدام كفاءة الطيارين بالإضافة إلى الإجهاد و «عدم استعمال ارشادات الهبوط بالشكل الصحيح» وظهور عطل في جهاز انذار الاقتراب من الأرض (EGPWS) مماضطرهما إلى القيام بهبوط أعمى السبب الذي أدى إلى اصطدام الذيل بالتل الواقع في منطقة (تربه تبى: türbetepe)كما ظهر قصور من جانب برج المراقبة الذي اعطى الاذن بالهبوط بعد 10 دقائق و23 ثانيه من زمن الطلب وذلك في الساعه23:35 مساءا.
وكخطأ تقني جديد فقد اتضح عدم ظهور الخارطة الممهدة لهبوط الطائرة في مطار إسبرطة. وقد صنفت هذه الحادثة فيما يعرف ب (CFIT) نتيجة للقرار المتأخر الذي اتخذه الطيارين.ومن المرجح غفلة الطيارين عن ان القلابات لم تُفتح اثناء عملية الهبوط وحينما كان من المتفرض على الطائرة ان تكون على (223ْ) درجه هبوط وان تتجه 30ْ إلى الجهة اليمين ولكن نتيجة لدرجة الهبوط الخاطئة (253ْ) فقد انحرفت يساراً متجهة إلى (تربه تبى:türbetepe).كما رجحت اسباب أخرى للحادث بأن الطياران لم يجربا التحليق بهذا النوع من الطائرات من قبل على ان تقرير نسبه الكحول اكد ان الطياران كانا في كامل وعيهما.
وقد صرح الخبير الكندى ماكس فيرميج في مؤتمر صحفى انه على اعتقاد كبير بتورط اجهزة الطائرة في الحادث حينما كانت على ارتفاع 2000 متر وان الخطأ القيادى ليس سببا كافيا للتحطم وبانضمام محاموا الولايات المتحده إلى المؤتمر نفسه فقد صرحوا بامتلاكهم توكيلات من نصف عائلات ضحايا الطائرة وان الشركة البوينج المنتجة للطائرة قد تصل تعويضاتها إلى اهالى الضحايا من 200 إلى 300 مليون دولار وانه في حال فوزهم بالقضية فإنهم سيطالبون بزيادة التعويض من 20% إلى 30% .

## اشتباه تخريب
اشيع بعد الحادث فوراً عن حدوث تخريب مقصود في الطائرة، وبالرغم من عدم وجود دليل كاف لاثبات هذا الرأى الا ان الفيزئيين الخمسة الذين كانو من المفترض انضمامهم إلى مؤتمر جامعة اسبرطة سليمان ديميريل ووقعهم ضمن أسماء ضحايا الطائرة المنكوبة قد وضعه على قائمة الاحتمالات الممكنه، فقد جاء على رأس قائمة ضحايا الحادث الفيزيائى (انجين أريك) والذي كان يعمل على مشروع مختبرات تسريع الجسيمات المشابه ل (CREN) الامر الذي وإن تم فقد كان سيُحدِث طفرة تكنولوجية كبرى في تركيا ولكن الاعداء بالطبع لا يريدون هذا التقدم للبلاد الامر الذي فاقم الشكوك حد التصديق. ومنعا لتفاقم المشكلة فقد اصدر المدير العام للطيران المدنى على اريدورو بيانا بعد وجود اى ادلة قاطعة عما يشاع حدوثه.

## الضحايا

### طاقم الطائرة
الطياران (Ferhat Özdemir,Tahir Aksoy)رئيس الطاقم (Çağatay Şirin)المضيفات (Mana Topçu,Sinem Hatice Vurgun)فنِى (Alaattin Gürtürk).

### الركاب
Nuri Tığlı, Bahri Öndürücü, M.Rafi Taşkent, Muhsin Öndürücü, Şakir Özsoy, Ayşe Şentürk, Kasım Muhammet Saygılı, Perihan Kutlu, Sinem Kutlu, Aysun Fatime Balcı, Mustafa Zengi, Davut Demirkurt, Hayri Tokgöz, Tevfik Büyükçaylı, Mehmet Yiğitbaşı, Zeliha Yiğitbaşı, Özgen Berkol Doğan, Engin Abat,Engin Arık, Sibel Uysal, Mehmet Yılmaz, Necati Kartal, Saniye Kartal, Hakan Ulutaş, İskender Hikmet, Senel Fatma Boydağ, Fahrettin Oğurlu, Özcan Oğurlu, Hakan Yakup Pullu, Alp Tezcan, Oğuz Cafer Çiftçi, Yusuf Çiftçi, Nazire Kurnaz, Gözen Polat, Mustafa Fidan, Doğan Göktaş, Hazal Kaynak, İsa Çobankaya, Saniye Çobankaya, Yaşar Çobankaya, Burhan Tepebaşı, Ruşen Mustafa Hamza Hemreli, Ceren Ceylan, Fuat Güler, Mustafa Çalışkan, Kenan Büyük, Süleyman Hilal, Melike Ceylan, Sadettin Baysal, Özlem Karataş.[26]

## ما بعد الكارثة
بدأت أعمال ازالة الانقاض في 7 ديسمبر واُحضرت اجزاء متفرقة من الانقاض إلى منطقة بالقرب من (ينى كوي:yeniköy), تسبب الثلج في بطئ سير
أعمال الإزالة.
- تقرر في الثالث من ديسمبر عام 2007 إنشاء ضريح تذكاري في مكان الحادث.
-وأوضحت اطلس جت أنها سترسل *تعويضا مبدئيا* لاهالي الضحايا قدره 25 الف دولار.

## الدعوة

### المدانون في الحادث
تقرر حبس الفني رشيد اتايلى الذي الحق جهاز EGPWS المستورد من إرتيريا بالطائرة بتهمة التسبب في مقتل اكتر من شخص جاء هذا بعد طلب إرسال تقرير يتعلق بحالة الجهاز من الشركة المصنعة (honeywell).
كما تقرر حبس شريك شركة (world focus) يافوز تشزميجى والمدير العام للشركة ايدن كزيلتان وإسماعيل تاشديلان بتهمة التسبب في مقتل اكتر من شخص 14 عاما إلا أنه قد خُفف الحكم ليصل إلى 11عاما و8 شهور. كما حُكم على فني الشركة ظافر دينتشير ب7 سنوات قبل أن يٌقرر بأن تخفف العقوبة إلى 5 سنوات و10 شهور، وبينما بُرئ المدير العام للطيران المدني على اردورو ومساعده اوكتاى ارداغى إذ حُكم عليهم بالسجن لعامين بتهمة «إستغلال المنصب» وبينما جرى تخفيف العقوبة إلى عام وثمانيه أشهر ، قامت محكمه النقض بإسقاط العقوبة عنهما فيما بعد في 11 مايو 2016.